# Dimos Doxato
Dimos Doxato (Doxato) är en kommun i Grekland.   Den ligger i prefekturen Nomós Drámas och regionen Östra Makedonien och Thrakien, i den nordöstra delen av landet, 300 km norr om huvudstaden Aten. Antalet invånare är 16 883. Arean är 244 kvadratkilometer.
Terrängen i Dimos Doxato är huvudsakligen kuperad, men västerut är den platt.